# جو كوفي
جو كوفي (بالإنجليزية: Joe Coffey)‏ هو مصارع محترف بريطاني، ولد في 22 مايو 1988 في غلاسكو في المملكة المتحدة.

## وصلات خارجية
- جو كوفي على موقع دبليو دبليو إي (الإنجليزية)
- جو كوفي على موقع WrestlingData.com (الإنجليزية)
- جو كوفي على موقع CageMatch worker (الإنجليزية)
- جو كوفي على موقع قاعدة بيانات المصارعة على الإنترنت (الإنجليزية)
- جو كوفي على موقع عالم المصارعة على الإنترنت (الإنجليزية)

- جو كوفي على موقع IMDb (الإنجليزية)